# 난생
난생(卵生) 동물은 어미 안에서 배의 발달이 거의 없거나 아예 없는, 알을 낳는 동물을 말한다. 반의어는 태생(胎生)이다. 포유류나 원생동물 밖의 동물은 대개가 여기에 속한다. 난생은 대부분의 물고기, 양서류, 파충류, 새, 단공류, 대부분의 곤충, 일부 연체동물과 거미강의 생식 방식이다.
난생 포유동물의 경우 오직 5종만이 알려져 있다: 가시두더지 네 종과 오리너구리

## 같이 보기
- 난태생
- 태생